# Hainan Classic
Hainan Classic (Chinalife Xingpai Hainan Classic) är en inbjudningsturnering i snooker som spelades för första gången våren 2011 i Boao i Hainan, Kina. Turneringen avgörs genom gruppspel, följt av semifinaler och final. Första året deltog 16 spelare, indelade i fyra 4-mannagrupper. De flesta spelarna tillhörde topp-16 på världsrankingen, men startfältet kompletterades med några lägre rankade kinesiska spelare. John Higgins vann den första upplagan av turneringen.

## Vinnare
| År   | Vinnare      | Motståndare | Resultat | Säsong  |
| ---- | ------------ | ----------- | -------- | ------- |
| 2011 | John Higgins | Jamie Cope  | 7 - 2    | 2010/11 |